# Dorcadion tibiale
Dorcadion tibiale là một loài bọ cánh cứng trong họ Cerambycidae.